# Paroeme basilewskyi
Paroeme basilewskyi là một loài bọ cánh cứng trong họ Cerambycidae.